# Palystella namaquensis
Palystella namaquensis là một loài nhện trong họ Sparassidae.
Loài này thuộc chi Palystella. Palystella namaquensis được George Newbold Lawrence miêu tả năm 1938.